# Ozarba deficiens
Ozarba deficiens är en fjärilsart som beskrevs av Emilio Berio 1935. Ozarba deficiens ingår i släktet Ozarba och familjen nattflyn. Inga underarter finns listade i Catalogue of Life.